# St. Martin (Oberreute)

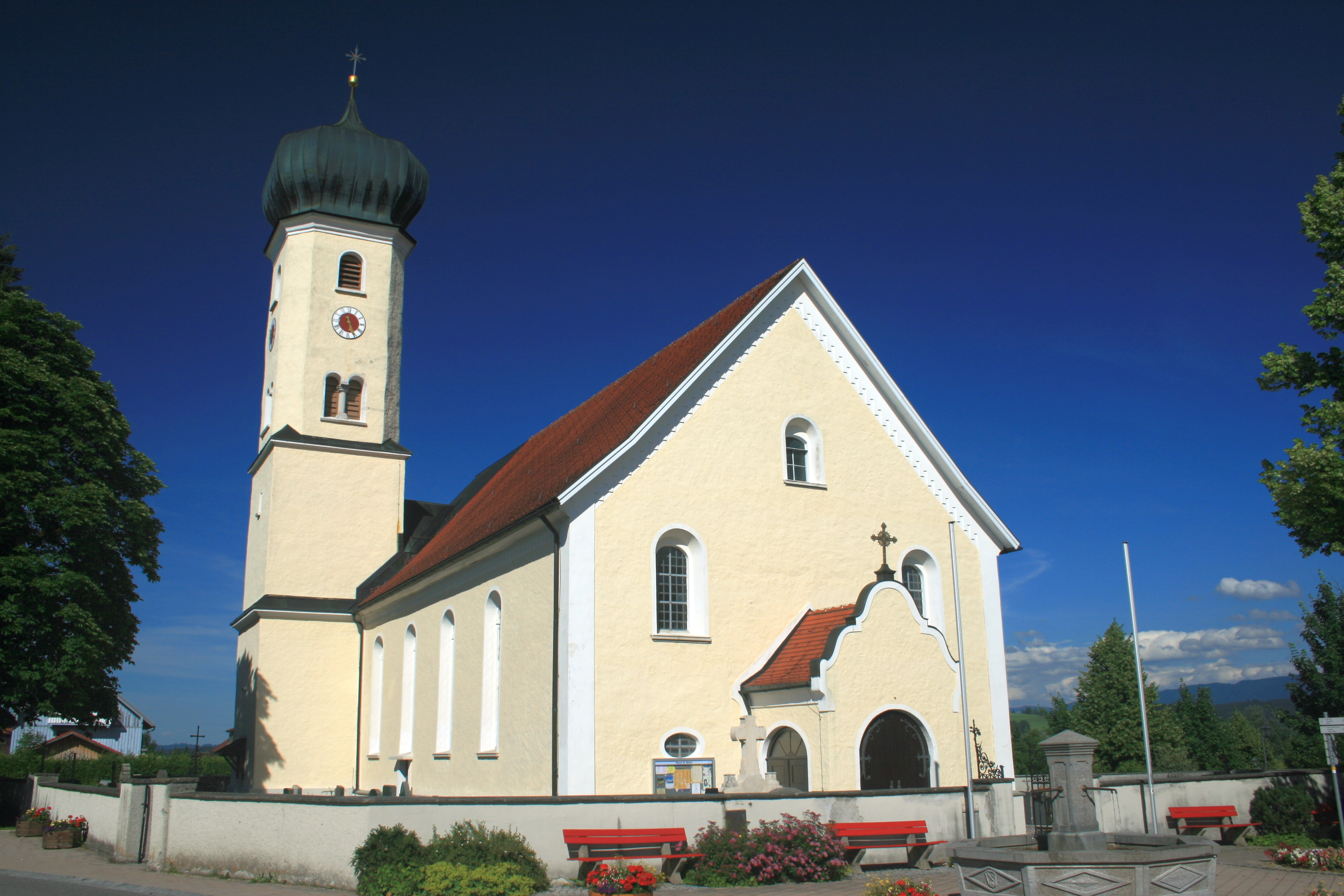
St. Martin in Oberreute

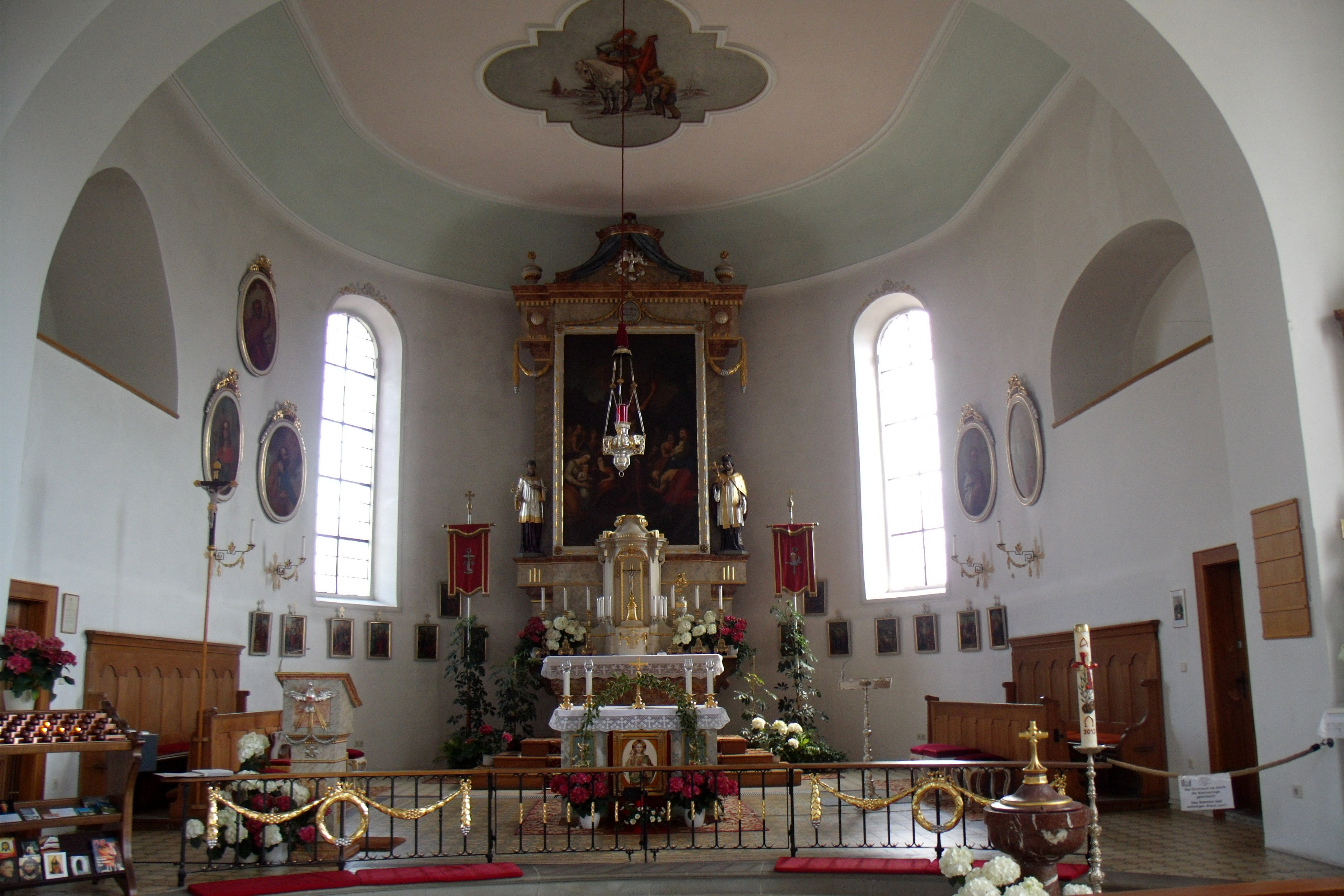
Chorraum

St. Martin ist die römisch-katholische Pfarrkirche in Oberreute, einer Gemeinde im schwäbischen Landkreis Lindau (Bodensee) in Bayern. Das denkmalgeschützte Bauwerk ist in der Liste der Baudenkmäler in Oberreute unter der Nr. D-7-76-121-1 eingetragen. Die Kirche gehört zum Dekanat Lindau des Bistums Augsburg.

## Beschreibung
Die frühklassizistische Saalkirche wurde 1797/98 nach einem Entwurf von Johann Georg Specht erbaut. Sie besteht aus einem Langhaus, einem eingezogenen, halbrund geschlossenen Chor im Nordosten, einer Sakristei im Südosten und einem Chorflankenturm im Nordwesten des Chors, dessen oberen Geschosse mit abgeschrägten Ecken den Glockenstuhl mit sechs Kirchenglocken und die Turmuhr beherbergen. Darauf sitzt eine Zwiebelhaube. Vor der Fassade im Südwesten befindet sich ein Anbau für das Portal. Der Innenraum des Langhauses ist mit einer Flachdecke überspannt. Das 1830 von Alois Keller mit Johannes dem Täufer bemalte Altarretabel des Hochaltars wird von Statuen flankiert. Von ihm stammen auch die Gemälde der Apostel. Die Orgel wurde 1888 von G. F. Steinmeyer & Co. gebaut.